# Archaeodontosaurus descouensi
Archaeodontosaurus descouensi (gr. "reptil con dentadura antigua de Didier Descouens") es la única especie conocida del género extinto Archaeodontosaurus de dinosaurio saurópodo basal, que vivió a mediados del período Jurásico, hace unos 165 millones durante el Bathoniense, en lo que hoy es Madagascar.

## Descripción

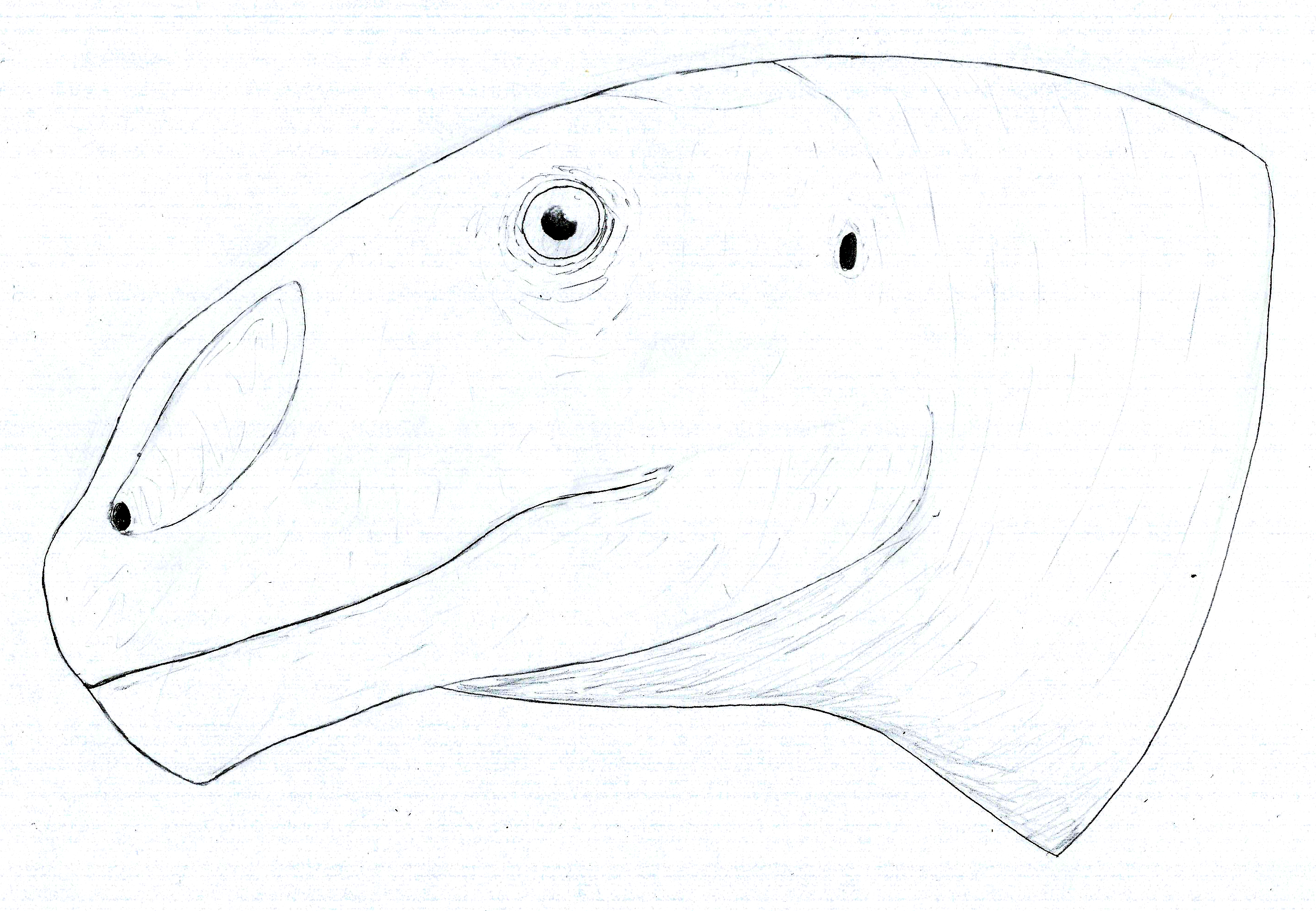
Recreación de la cabeza de un Archaeodontosaurus

Este dinosaurio es conocido por el fósil de una mandíbula con muchos dientes, con características inusuales. La forma de la mandíbula, de hecho, es una reminiscencia de los saurópos más avanzados, con la parte delantera que se engrosa y se vuelve más profunda, pero los dientes son más bien basales, muy similares a las de Prosauropoda, con un margen serrado. Dado que este es el único resto fósil conocido hasta la fecha, no es posible reconstruir el animal en detalle; probablemente Archaeodontosaurus era un cuadrúpedo grande, con cuello largo y cola y patas columnares. Medía entre 11 y 13 metros de longitud, pesaba aproximadamente entre 4 y 5 toneladas y era herbívoro. Probablemente es un saurópodo con dientes de prosaurópodo.

## Descubrimiento e investigación
Fue descubierto por Eric Buffetaut en 2005 en Isalo III, Formación Majunga, Madagascar.

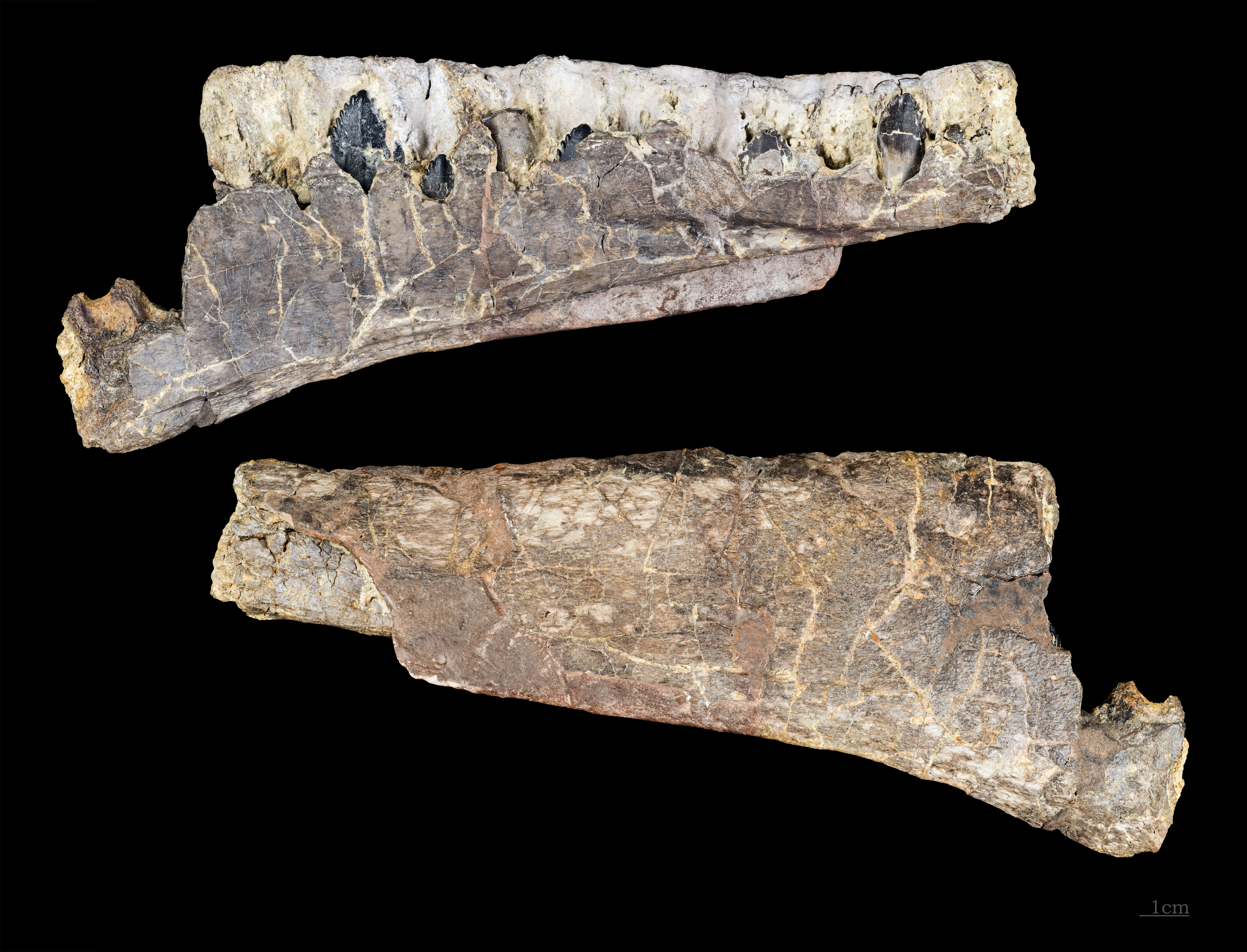
Holotipo

Este dinosaurio fue descrito por el profesor Eric Buffetaut eHoloti. El nombre significa "lagarto de dientes arqueados", mientras que el epíteto específico está dedicado al naturalista Didier Descouens.

## Clasificación
Archaeodontosaurus ha planteado muchos problemas para los paleontólogos con respecto a la evolución de los saurópodos. La mayoría de los saurópodos basales, de hecho, tienen mandíbulas primitivas, bajas y alargadas, pero dientes ya desarrollados, con dientes de cuchara como los saurópodos evolucionados. En Archaeodontosaurus, sin embargo, estas características estaban revertidas.
Este animal también es un indicador de la diversidad de saurópodos en el Jurásico medio de Madagascar, fósiles difieren de los atribuidos a --Lapparentosaurus y el llamado "Bothriospondylus", a menudo considerados el mismo animal, y sugieren que había al menos dos diferentes saurópodos.